# Henri van der Hoeven
Henri van der Hoeven (Breda, 13 maart 1843 - Zundert, 21 mei 1924) was een Nederlands jurist en hoogleraar. Hij legde zich toe op het strafrecht.

## Biografie
Henri van der Hoeven werd op 13 maart 1843 geboren te Breda als zoon van Govert George van der Hoeven en Henriëtte Ida Engelen. Voor het voortgezet onderwijs ging hij naar het Atheneum in Maastricht. Daarna werd hij ingeschreven als rechtenstudent aan de Universiteit Leiden. In 1864 promoveerde hij aldaar onder Johan de Wal in het hedendaags en Romeins recht op het proefschrift Opmerkingen over de Nederlandsche strafwetgeving voor het krijgsvolk te lande.
In 1865 vestigde hij zich in zijn geboortestad als advocaat en procureur. Daarnaast was hij docent staathuishoudkunde en statistiek aan de plaatselijke hogereburgerschool. In 1869 werd hij substituut-officier van justitie in Brielle. Zijn benoeming tot officier van justitie volgde in 1873. In 1877 werd hij aangesteld als advocaat-generaal bij het gerechtshof in Den Haag. Twee jaar later werd hij benoemd tot hoogleraar Strafrecht en Strafvordering aan de Universiteit Leiden, als opvolger van de tot minister benoemde Anthony Modderman. Hij aanvaardde dit ambt met de rede De Vaststelling en Invoering van het Wetboek van Strafrecht. Zijn lessen waren praktijkgericht. 
In 1886 was hij een van de oprichters van het Tijdschrift voor Strafrecht. Hetzelfde jaar werd hij door de Nederlandse regering uitgenodigd om een ontwerp samen te stellen voor een nieuw wetboek voor militair strafrecht, inclusief bijbehorende wetten en memorie van toelichting. Daarnaast werd hij in 1889 benoemd in een commissie die als doel had een nieuwe wet voor de krijgstucht op te stellen. In 1898 werd hij lid van de Koninklijke Nederlandse Akademie van Wetenschappen. Gedurende het collegejaar 1901-1902 vervulde hij de functie van rector magnificus. Van 1901 t/m 1903 was hij als regeringscommissaris belast met de eerder genoemde wetten. In 1908 werd zijn hoogleraarschap middels een eervol ontslag beëindigd.
Op 21 mei 1924 overleed hij in Zundert.

## Publicaties (selectie)
- Over de vaststelling en invoering van het Wetboek van Strafrecht. Leiden, 1880
- De vraag: Mag het Wetboek van Strafrecht ongewijzigd ingevoerd worden? Beantwoord. Leiden, 1884
- Onze militaire strafwetgeving. Geschiedenis harer wording en vaststelling met toestemming van Z.M. den Koning uit de op Z.M.'s Kabinet berustende bescheiden en uit andere onuitgegeven offîciëele en niet-officiëele stukken geput. Leiden, 1884
- Wetgeving. Verzameling der stukken en beraadslagingen betr. voor de practijk of uit andere hoofde belangrijke wetten (1891–1899). Leiden, 1892–1901
- Militair Straf- en Tuchtrecht. Verzameling van Ontwerpen, stukken, beraadslagingen enz.. Den Haag 1903–1904.